# Eleni Artymatá
Eleni Artymatá (16 de mayo de 1986) es una deportista de Chipre que compite en atletismo. Ganó una medalla de oro en el Campeonato Europeo de Atletismo por Equipos de 2019, en la prueba de 400 m.